# Shara Barkhovot
 (хебр. שרה ברחובות; у преводу Певање по улицама) песма је на хебрејском језику која је у извођењу Рите Клајнштајн представљала Израел на Песми Евровизије 1990. у Загребу. Било је то шеснаесто по реду учешће Израела на том такмичењу. Музику за песму компоновао је тадашњи Ритин супруг Рами Клајнштајн, док је текст написала Цруја Лахав. Песма је љубавна балада, а поред хебрејске верзије снимљена је и верзија на енглеском језику.
Током финалне вечери Евросонга која је одржана 5. маја у Концертној дворани Ватрослав Лисниски у Загребу, израелска песма је изведена 10. по реду. Са освојених 16 бодова заузела је укупно 18. место у конкуренцији 22 композиције. 

## Поени у финалу
| 12 поена | 10 поена            | 8 поена | 7 поена    | 6 поена     |
| -------- | ------------------- | ------- | ---------- | ----------- |
| —        | —                   | —       | —          | —           |
| 5 поена  | 4 поена             | 3 поена | 2 поена    | 1 поен      |
| Финска   | Холандија · Немачка | —       | Швајцарска | Југославија |